# Mangosuthu Buthelezi
Mangosuthu Gatsha Buthelezi, född 27 augusti 1928 i Mahlabathini i Natalprovinsen (nu KwaZulu-Natal) i Sydafrika, död 9 september 2023 i Ulundi, KwaZulu-Natal, var en sydafrikansk politiker och zululedare, president för Inkatha Freedom Party (IFP), som han grundade 1975. 
Buthelezi var son till hövding Mathole Buthelezi och prinsessan Magogo kaDinuzulu, syster till zulukungen Solomon kaDinuzulu. Buthelezi blev hövding för Butheleziklanen 1953, och utsågs 1970 till ledare för KwaZulus lokaladministration. År 1976 blev han statsminister för bantustanet KwaZulu. Han hade under sin studietid kontakt med African National Congress (ANC), men hamnade i konflikt med dessa under 1980-talet. Efter de första fria valen i Sydafrika 1994 blev Buthelezi inrikesminister, och innehade posten fram till 2004.